# Rade (Wittingen)
Rade ist eine Ortschaft der Stadt Wittingen im niedersächsischen Landkreis Gifhorn.

## Geografie
Der Ort liegt östlich des Kernbereichs von Wittingen. Die Einwohnerzahl beträgt 151, die Fläche 5,65 km².
Die Landesgrenze zu Sachsen-Anhalt verläuft direkt am östlichen Ortsrand. Östlicher Nachbarort ist Waddekath, Ortsteil der Gemeinde Diesdorf im Altmarkkreis Salzwedel.
Das Naturschutzgebiet Ohreaue liegt südöstlich.
Die B 244 verläuft südwestlich vom Ort.

## Geschichte
1258 wurde Rade erstmals urkundlich im Besitz des Klosters Isenhagen (Bistum Halberstadt) erwähnt.
Am 1. März 1974 wurde Rade zusammen mit den damaligen Gemeinden Darrigsdorf, Erpensen, Gannerwinkel, Glüsingen, Kakerbeck, Lüben, Stöcken, Suderwittingen und Wollerstorf in die Stadt Wittingen eingemeindet.

### Einwohnerentwicklung
| Jahr      | 1910 | 1925 | 1933 | 1939 | 2008 | 2013 | 2017 | 2021 |
| --------- | ---- | ---- | ---- | ---- | ---- | ---- | ---- | ---- |
| Einwohner | 202  | 210  | 178  | 170  | 168  | 147  | 151  | 168  |

## Politik
Ortsvorsteher ist Fabian Eggert.

## Kultur und Sehenswürdigkeiten
- Der Bahnhof Waddekath-Rade der Altmärkischen Kleinbahn war Station auf der Bahnstrecke Hohenwulsch–Wittingen.[10]

## Persönlichkeiten
- Christian Schroeder (* 1976), Landtagsabgeordneter (Bündnis 90/Die Grünen) und Gastronom